# Матчи претенденток 1974/1975
В матчах претенденток 1974/1975 приняли участие 4 шахматистки. Н. Александрия (участница финального матча претенденток 1971), В. Козловская и И. Левитина (победительницы межзонального турнира на о. Менорка, Испания), а также М. Литинская, заменившая А. Кушнир (участницу матча на первенство мира 1972, отказавшуюся от участия в претендентских матчах).
В п/ф матчах Александрия выиграла у Литинской, Левитина — у Козловской; во 2-м матче счёт после 10 партий был ничейный — 5 : 5 и игра продолжалась до первой победы, которую в 12-й партии одержала Левитина. Финальный матч не определил победительницы — 6 : 6. В дополнительных партиях (в 5-й по счёту) успеха первой добилась Александрия, которая завоевала право на матч с чемпионкой мира. 